# Église Saint-Pierre de Bouchon
Pour les articles homonymes, voir Église Saint-Pierre.
L'église Saint-Pierre est une église catholique située à Bouchon, dans le département de la Somme, en France.

## Historique
L'église de Bouchon a été construite au XIIe siècle et modifiée aux XVIIIe et XIXe siècles.
L'édifice est protégé au titre des monuments historiques : classement par arrêté du 25 juin 1930 pour le clocher et inscription par arrêté du 17 août 2001 pour le chœur.

## Caractéristiques
Le chœur, du XIIe siècle, comporte deux travées et un chevet plat percé d'une baie. La nef plus tardive est couverte d'une voûte en charpente. Le clocher a été édifié au tout début du XVIIIe siècle. La tour carrée, en pierres, s'élevant sur la façade, est couronnée par une balustrade et surmontée d'une flèche en pierres du XVIIIe siècle.